# BMW M1
BMW M1 – supersportowe coupé produkowane w latach 1978–1981 przez niemiecki koncern motoryzacyjny BMW. Pierwszy model stworzony przez BMW Motorsport – specjalną komórkę zajmującą się sportowymi BMW. Wyprodukowano zaledwie 457 aut, w tym 57 aut wyścigowych.

## Konstrukcja

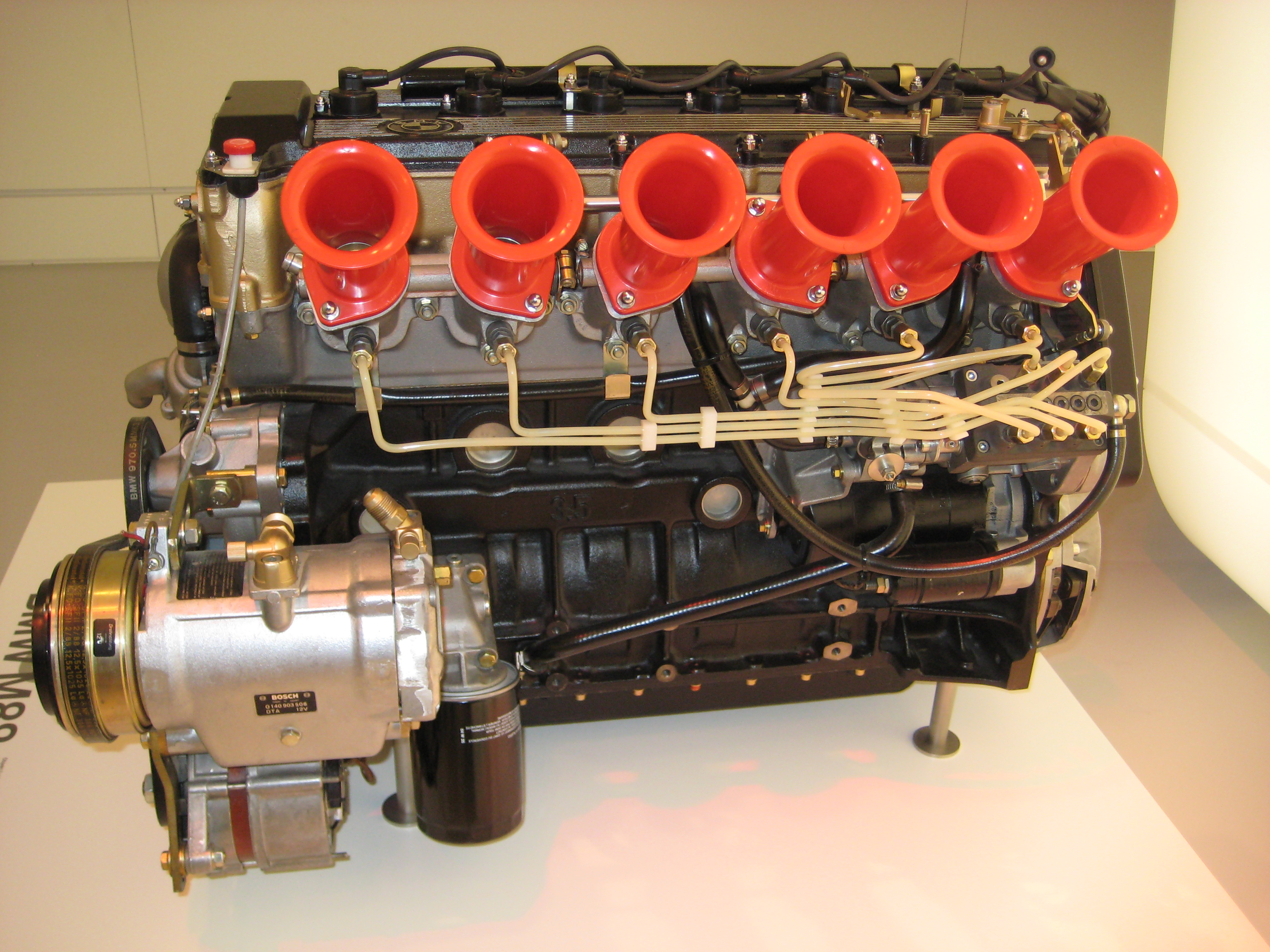
BMW M1 – silnik

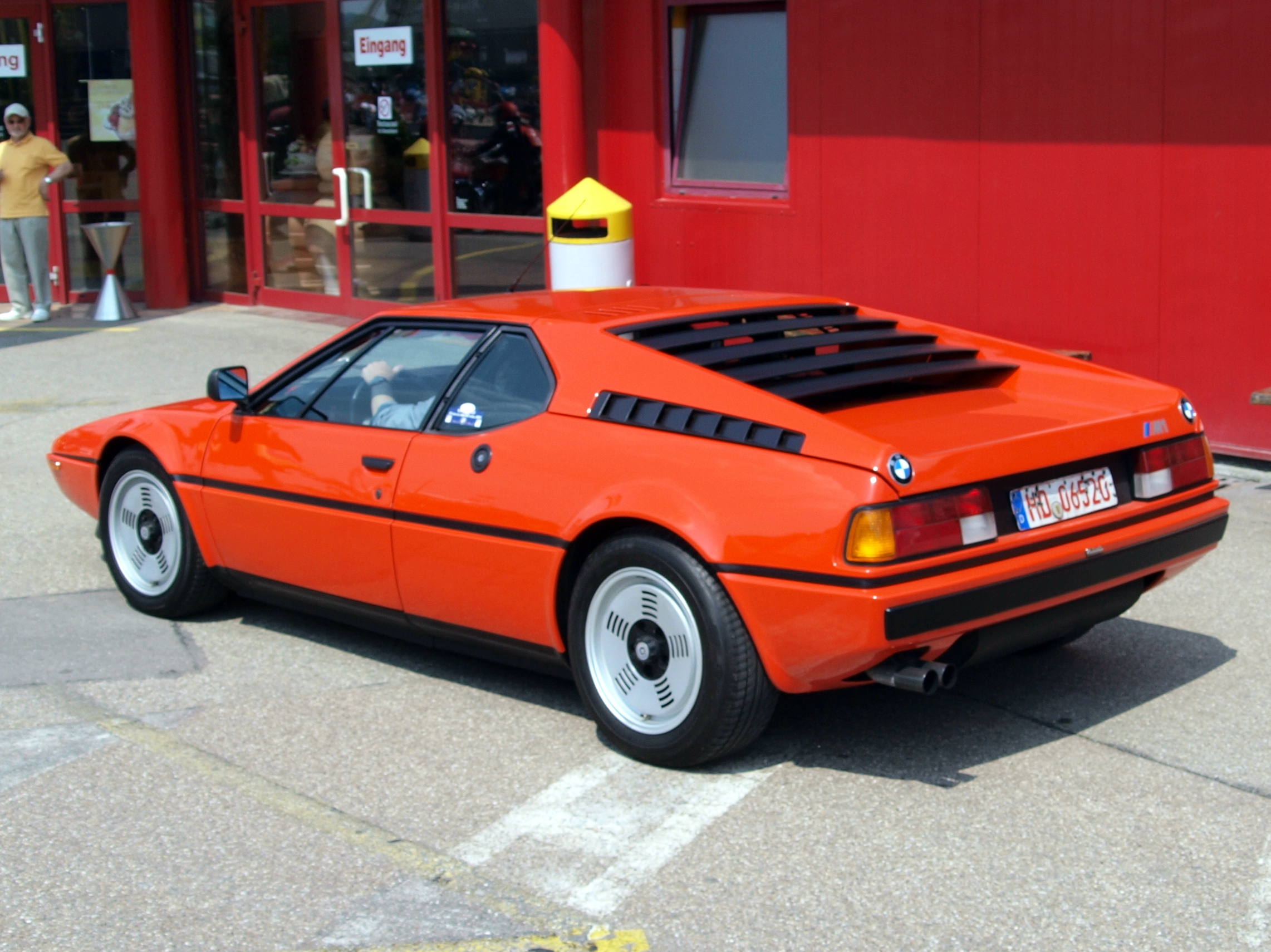
BMW M1 z 1979

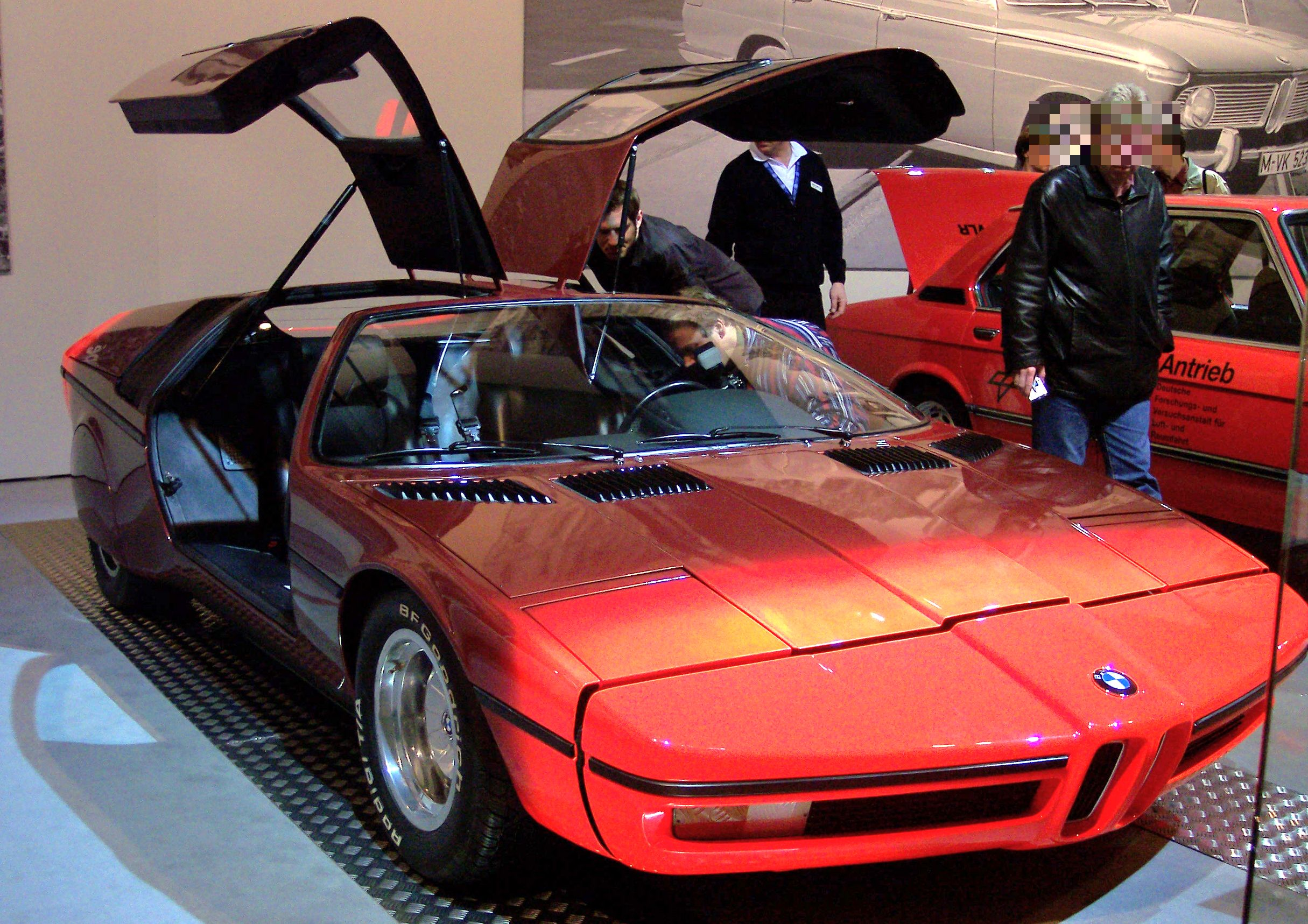
BMW Turbo z 1972

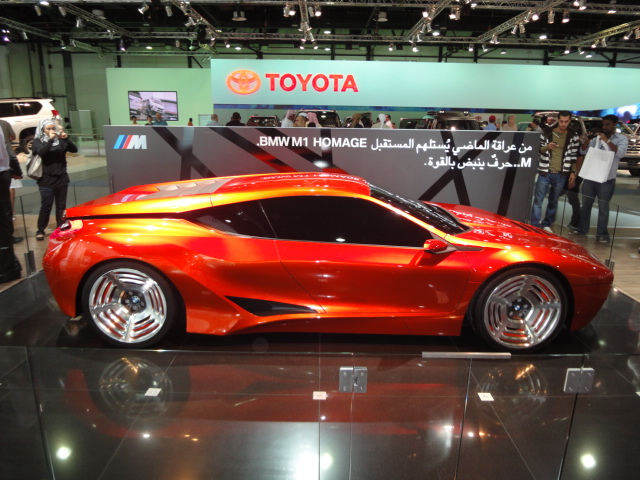
BMW M1 Homage na targach Dubai International Motor Show w 2009

M1 to jedyny samochód produkcji BMW z centralnym silnikiem zamocowanym wzdłużnie, przeznaczony do ruchu po drogach publicznych. Sześciocylindrowy rzędowy silnik benzynowy o pojemności 3441 cm³ z dwoma wałkami rozrządu i wtryskiem wielopunktowym Kugelfischer umożliwiał uzyskanie prędkości maksymalnej wynoszącej 260 km/h oraz przyspieszenia do "setki" w czasie 5,6 s. Był to samochód niezwykle nowoczesny jak na swoje czasy. Jednostka napędzająca koła tylne miała 4 zawory na cylinder oraz moc 204 kW (277 KM). Turbodoładowane silniki wersji wyścigowych uzyskiwały nawet do 634 kW (862 KM).
Nadwozie z kratownicową ramą przestrzenną ze stali oraz elementami z włókien szklanych zaprojektował Giorgetto Giugiaro . Montaż samochodu miał odbywać się w fabryce Lamborghini w Sant' Agata, lecz firma zbankrutowała po zbudowaniu kilku prototypów M1. Auto miało opony 205/55/16 z przodu oraz 225/50/16 z tyłu, oraz hamulce tarczowe wentylowane na wszystkich kołach.

## Dane techniczne

### Silnik
- R6 3,4 l (3441 cm³), 4 zawory na cylinder, DOHC[1]
- Układ zasilania: wtrysk[1]
- Średnica cylindra × skok tłoka: 91 mm × 83 mm[1]
- Stopień sprężania: 9,0:1
- Moc maksymalna: 277 KM (204 kW) przy 6500 obr./min[1]
- Maksymalny moment obrotowy: 330 N•m przy 5000 obr./min

### Osiągi
- Przyspieszenie 0-80 km/h: 4,5 s
- Przyspieszenie 0-100 km/h: 5,9 s
- Przyspieszenie 0-160 km/h: 13,1 s
- Czas przejazdu pierwszych 400 m: 13,8 s
- Czas przejazdu pierwszego kilometra: 25,4 s
- Prędkość maksymalna: 260 km/h[1]